# أوموت بوزوك
أوموت بوزوك (19 سبتمبر 1996 في فرنسا - ) هو لاعب كرة قدم فرنسي وتركي في مركز الهجوم.

## روابط خارجية
- أوموت بوزوك على موقع الاتحاد الأوربي (الإنجليزية)
- أوموت بوزوك على موقع اتحاد تركيا (لاعب) (الإنجليزية)
- أوموت بوزوك على موقع رابطة كرة القدم الفرنسية للمحترفين (الإنجليزية)
- أوموت بوزوك على موقع إي إس بي إن إف سي (الإنجليزية)
- أوموت بوزوك على موقع قاعدة بيانات كرة القدم.إي يو (الإنجليزية)
- أوموت بوزوك على موقع ليكيب (الفرنسية)
- أوموت بوزوك على موقع ناشيونال فوتبول تيمز (الإنجليزية)
- أوموت بوزوك على موقع Soccerbase.com (لاعب) (الإنجليزية)
- أوموت بوزوك على موقع Soccerway.com (الإنجليزية)
- أوموت بوزوك على موقع عالم كرة القدم.نت (الإنجليزية)